# District de Livingstone
Pour les articles homonymes, voir Livingstone (homonymie).
Le district de Livingstone est un district de Zambie, situé dans la Province Méridionale. Sa capitale se situe à Livingstone. Selon le recensement zambien de 2000, le district a une population de 103 288 personnes.